# شاهیک
شاهیک یا شایک یا شَیک روستایی در دهستان قائن بخش مرکزی شهرستان قائنات استان خراسان جنوبی ایران است.

## جمعیت
بر پایه سرشماری عمومی نفوس و مسکن در سال ۱۳۹۵ جمعیت این روستا ۶۰۰ نفر (در ۱۱۸ خانوار) بوده است.